# Zapaśnik (film)
Zapaśnik (ang. The Wrestler) – amerykański dramat filmowy z 2008 roku w reżyserii Darrena Aronofsky’ego. Wraz z Requiem dla snu i Czarnym łabędziem stanowi swoisty traktat o ludzkim ciele.

## Obsada
- Mickey Rourke jako Randy „The Ram” Robinson
- Marisa Tomei jako Cassidy/Pam
- Evan Rachel Wood jako Stephanie Robinson
- Ernest Miller jako Ayatollah
- Judah Friedlander jako Scott Brumberg
- Ajay Naidu jako lekarz
- Wass Stevens jako Nick Volpe
- Todd Barry jako Wayne
- Ron Killings jako Ozzie D.
- Donnetta Lavinia Grays jako współlokatorka Stephanie
- Giovanni Rosselli jako Shawn McPride
- Andrea Langi jako Alyssa

i inni

## Nagrody
- Boston Society of Film Critics Awards
  - 2008 – w kategorii „Najlepszy aktor” dla Mickeya Rourke'a
- Chicago Film Critics Association Awards
  - 2008 – w kategorii „Najlepszy aktor” dla Mickeya Rourke'a
- Złoty Glob
  - 2008 – w kategorii „Złoty Glob dla najlepszego aktora w filmie dramatycznym” dla Mickeya Rourke'a
  - 2008 – w kategorii „Złoty Glob za najlepszą piosenkę” dla Bruce’a Springsteena za „The Wrestler”
- Toronto Film Critics Association Awards
  - 2008 – w kategorii „Najlepszy aktor” dla Mickeya Rourke'a
- Złoty Lew
  - 2008 – dla Darrena Aronofsky
- Washington DC Area Film Critics Association Awards
  - 2008 – w kategorii „Najlepszy aktor” dla Mickeya Rourke'a